# اف۱ (فیلم)
اف۱  (به انگلیسی: F1) فیلم درام اکشن ورزشی آمریکایی محصول ۲۰۲۵ به کارگردانی جوزف کوشینسکی است که فیلم‌نامه را مشترکاً با ایرن کروگر نوشت. برد پیت در این فیلم نقش یک راننده مسابقات اتومبیل‌رانی را بازی می‌کند که پس از ۳۰ سال غیبت، به فرمول یک (F1) بازمی‌گردد تا تیم ضعیف هم‌تیمی سابقش، APXGP، را از فروپاشی نجات دهد. دامسون ایدریس، کری کندن، توبیاس منزیس و خاویر باردم از دیگر بازیگران فیلم هستند.
فدراسیون بین‌المللی اتومبیل‌رانی (FIA)، نهاد حاکم بر فرمول یک، در تولید این فیلم همکاری داشت. سکانس‌های مسابقه از تصاویر واقعی مسابقات قهرمانی جهان در سال‌های ۲۰۲۳ و ۲۰۲۴ اقتباس شده‌اند و تیم‌ها و رانندگان واقعی فرمول یک، از جمله لوییس همیلتون که یکی از تهیه‌کنندگان فیلم نیز بود، در سراسر فیلم حضور دارند.
اف۱  در ۱۶ ژوئن ۲۰۲۵ در تالار موسیقی رادیو سیتی نیویورک برای اولین بار به نمایش درآمد و در ۲۷ ژوئن توسط برادران وارنر پیکچرز در ایالات متحده منتشر شد. این فیلم نقدهای مثبتی از منتقدان دریافت کرد و با بودجه ۲۵۰ میلیون دلاری، در سراسر جهان بیش از ۵۰۹ میلیون دلار فروش داشته است.

## داستان
سونى هییز، راننده سالخورده و نابغه سابق فرمول یک آمریکا، زندگی خود را به صورت دوره‌ای و به عنوان راننده حرفه‌ای برای تیم‌های مختلف می‌گذراند. او در دهه ۱۹۹۰ برای تیم لوتوس مسابقه داده اما در یک تصادف شدید در گرندپری اسپانیا ۱۹۹۳، دچار آسیب‌های جدی شد که باعث پایان دوران حرفه‌ای‌اش در فرمول یک شد. پس از آن، به قمار اعتیاد پیدا کرد و سه بار ازدواجش به شکست انجامید. بعد از پیروزی در مسابقه ۲۴ ساعته دیتونا، هم‌تیمی سابقش در لوتوس، روبن سروانتس، که مالک تیم APXGP است، به او پیشنهاد تست رانندگی می‌دهد تا جای خالی راننده‌ای را پر کند. روبن اعلام می‌کند که سرمایه‌گذاران تیم قصد فروش آن را دارند مگر اینکه تیم بتواند در ۹ مسابقه باقی‌مانده حداقل یک پیروزی کسب کند. سونی با اکراه می‌پذیرد، با این امید که با این پیروزی "بهترین راننده جهان" شود.
در تست سیلورستون، سونی با مدیر تیم کسپار اسمولینسکی، مدیر فنی کیت مک‌کنا و راننده جوان بریتانیایی، جاشوا پیرس، آشنا می‌شود. جاشوا که با غرور به این مسابقات آمده، نگران جایگزینی‌اش است و سعی دارد با شکست دادن هم‌تیمی‌ها، جایگاه خود را حفظ کند. سونی در رانندگی با ماشین‌های مدرن مشکل دارد ولی ضعف‌های تیم را به سرعت شناسایی می‌کند. او در تست تصادف می‌کند اما مهارتش توسط کسپار دیده می‌شود و قرارداد امضا می‌کند.
در گرندپری بریتانیا، توقف‌های کند تیم باعث سقوط رانندگان APXGP به انتهای جدول می‌شود. سونی دستور تیم برای عبور دادن جاشوا را نادیده می‌گیرد و برخوردی میان آن‌ها رخ می‌دهد. در مجارستان، با استفاده از قوانین فرمول یک، سونی با ایجاد تصادفات کوچک، خودروهای ایمنی را وارد پیست می‌کند تا جاشوا بتواند امتیاز کسب کند. جاشوا روش‌های قدیمی تمرین سونی را می‌آموزد و سونی نیز از تمرینات شبیه‌ساز جاشوا تقلید می‌کند و کیت را قانع می‌کند که خودرو را برای رقابت بهتر طراحی کند.
در گرندپری ایتالیا که بارانی است، سونی به جاشوا توصیه می‌کند روی لاستیک‌های خشک باقی بماند، هرچند خطر آکوآپلانینگ دارد و این باعث می‌شود جاشوا به رده دوم برسد. اما جاشوا هنگام تلاش برای سبقت‌گیری از مکس ورشتپن در پیچ پارابولیکا از خط خارج شده و ماشینش آتش می‌گیرد. سونی او را نجات می‌دهد و جاشوا سه مسابقه بعدی را به علت جراحت از دست می‌دهد. جاشوا سونی را مسئول تصادف می‌داند و تصمیم می‌گیرد او را شکست دهد.
در بازگشت جاشوا به گرندپری بلژیک، رانندگی تهاجمی‌اش باعث برخورد با سونی و خروجش از مسابقه می‌شود. کیت بازی پوکری ترتیب می‌دهد که جایزه‌اش برخورداری از حمایت ویژه در گرندپری لاس‌وگاس است. جاشوا برنده می‌شود، اما پس از رفتن او، سونی نشان می‌دهد که عمداً با دست برنده کنار کشیده است. این حرکت کیت را تحت تأثیر قرار می‌دهد و او و سونی شب را با هم می‌گذرانند. اما روبن با اعلام شکایتی ناشناس مبنی بر اینکه کیت به‌صورت غیرقانونی ارتقاهای فنی ساخته، روابط را به هم می‌زند. در مسابقه، سونی در اثر عصبانیت تصادف می‌کند و پس از بررسی پزشکان، روبن که متوجه آسیب‌های دائمی سونی شده، او را به دلیل مسائل ایمنی اخراج می‌کند.
عضو هیئت‌مدیره، پیتر بنینگ، به سونی اطلاع می‌دهد که خودش ترتیب قرارداد سونی و شکایت را داده تا روبن را اخراج و تیم را بفروشد و به سونی پیشنهاد می‌دهد در صورت فروش، مدیر تیم شود. پیش از گرندپری پایانی ابوظبی، جاشوا متعهد می‌شود منضبط‌تر باشد و سونی را مقصر تصادف نمی‌داند. سونی روبن را قانع می‌کند که به او اجازه دهد مسابقه دهد و پیشنهاد پیتر را رد می‌کند. فیا کیت را تبرئه کرده و ارتقاها بازگردانده می‌شوند.
در مسابقه، جاشوا با لاستیک‌های فرسوده پیش می‌افتد اما توسط لوییس همیلتون و چارلز لکلرک پشت سر گذاشته می‌شود. پس از تصادف سونی با جورج راسل، پرچم قرمز می‌آید و هر دو راننده APXGP اجازه دارند با لاستیک‌های نو مسابقه را از سر بگیرند. سونی پس از عبور از چارلز، فرصت پیروزی را فدا می‌کند تا لوییس مجبور شود از سبقت جاشوا جلوگیری کند. در نهایت، برخورد بین لوییس و جاشوا در آخرین دور، راه را برای پیروزی نخستین سونی باز می‌کند و فروش تیم را متوقف می‌سازد. تیم APXGP جشن می‌گیرد و روبن با سونی روی سکو می‌رود و اعلام می‌کند "ما بهترین‌های جهانیم". توتو ولف به جاشوا پیشنهاد صندلی در مرسدس می‌دهد که او رد می‌کند. سونی و کیت رابطه‌شان را تایید می‌کنند و سونی به زندگی دوره‌ای‌اش بازمی‌گردد و در مسابقه باجا ۱۰۰۰ شرکت می‌کند.

## بازیگران
- برد پیت در نقش سانی هیز
- دامسون ایدریس در نقش جاشوا پیرس
- کری کندن در نقش کیت
- توبیاس منزیس در نقش بنینگ
- خاویر باردم در نقش رابن
- کیم بودنیا
- شیا ویگهام
- جوزف بالدراما
- سارا نایلز

## تولید
کشمکشی در تعیین قیمت برای فیلم بدون عنوان آن زمان در ۳ دسامبر ۲۰۲۱ آغاز شد. این پروژه به نویسندگی ایرن کروگر، تهیه‌کنندگی جری بروکهایمر، کارگردانی جوزف کوشینسکی و بازیگری برد پیت اعلام شد. اشخاص دارای اطلاعات به هالیوود ریپورتر گفتند که لوییس همیلتون، راننده فرمول یک، نیز در این فیلم نقش داشته است. استودیوهایی که در این حراج شرکت کردند پارامونت پیکچرز، ام‌جی‌ام، سونی، یونیورسال و دیزنی و همچنین پخش کننده‌ها، نتفلیکس، اپل و آمازون بودند. پیت برای بازی در این فیلم ۳۰ میلیون دلار دستمزد گرفت. در نوامبر، کلادیو میراندا اعلام کرد که فیلمبردار فیلم خواهد بود.
در آوریل ۲۰۲۳، دامسون ایدریس پس از یک فرایند انتخاب بازیگرِ گسترده توسط تهیه‌کنندگان، برای این فیلم انتخاب شد. کری کندن و توبیاس منزیس در ماه‌های بعد به بازیگران ملحق شدند. در جولای ۲۰۲۳، این فیلم با نام ایپکس در پیست سیلورستون در بریتانیا شروع به تولید کرد و انتظار می‌رود فیلم‌برداری آن در ۹ جولای طی جایزه بزرگ بریتانیا در سال ۲۰۲۳ انجام شود. پیت در آخر هفته مسابقه در یک خودروی فرمول دو تغییر یافته با aero-package فرمول یک رانندگی خواهد کرد، اما نه در جلسه رسمی فرمول یک. پیت در مصاحبه ای با مارتین براندل در گرندپری بریتانیا ۲۰۲۳ تأیید کرد که خاویر باردم نقش مالک تیم را بازی خواهد کرد.

### موسیقی
در جریان جایزه بزرگ اتریش ۲۰۲۴، هانس زیمر اعلام کرد که ساخت موسیقی این فیلم را بر عهده خواهد داشت. این دومین همکاری او با کوشینسکی پس از تاپ گان: ماوریک (۲۰۲۲) است.

## انتشار
در ژوئن ۲۰۲۲، حقوق توزیع این فیلم توسط اپل در معاملهٔ پیشنهادی یکجا به ارزش ۱۳۰ تا ۱۴۰ میلیون دلار پیش از پرداخت غرامت بالاسری (بخشی از بودجهٔ اولیهٔ تولید فیلم که صرف هزینه‌های اصلی نظیر دستمزد بازیگران و کارگردان می‌شود) به دست آمد. در ژوئن ۲۰۲۴، برادران وارنر پیکچرز حقوق پخش سینمایی را از اپل به دست آورد. این فیلم در قالب آی‌مکس در سطح بین‌المللی در ۲۵ ژوئن ۲۰۲۵ و در داخل کشور در ۲۷ ژوئن ۲۰۲۵ اکران شد. پخش اپل تی‌وی پلاس در تاریخ دیگر نیز در دسترس خواهد بود.

## بازخورد

### واکنش انتقادی
در وبگاه جمع‌آوری نقد راتن تومیتوز، ٪۸۳ از ۲۶۹ بررسی منتقدان مثبت است. اجماع این وبگاه چنین می‌نویسد: «با جذابیت آرام و گیرای برد پیت و موتوری پرقدرت که از کارگردانی پویا و پرتحرک جوزف کوشینسکی نشات گرفته، اف۱ حس و حال کلاسیک و جذابی را به خط پایان می‌رساند.» این فیلم در متاکریتیک که از میانگین وزنی استفاده می‌کند، بر اساس نظر ۵۴ منتقدین امتیاز ۶۸ از ۱۰۰ را کسب کرده که نشان‌گر «نقدهای عموماً مطلوب» است. مخاطبان شرکت‌کننده در نظرسنجی سینماسکور به فیلم به‌طور میانگین نمره «A» در مقیاس A+ تا F دادند، در حالی که افرادی که در نظرسنجی پست‌ترک شرکت کردند، به آن امتیاز کلی ۹۲٪ مثبت دادند و ۷۸٪ اظهار داشتند که قطعاً این فیلم را توصیه می‌کنند.